# Myzostoma cerriferoidum
Myzostoma cerriferoidum is een ringworm uit de familie Myzostomatidae.
Myzostoma cerriferoidum werd in 1907 voor het eerst wetenschappelijk beschreven door McClendon.